# Leptadenia pyrotechnica

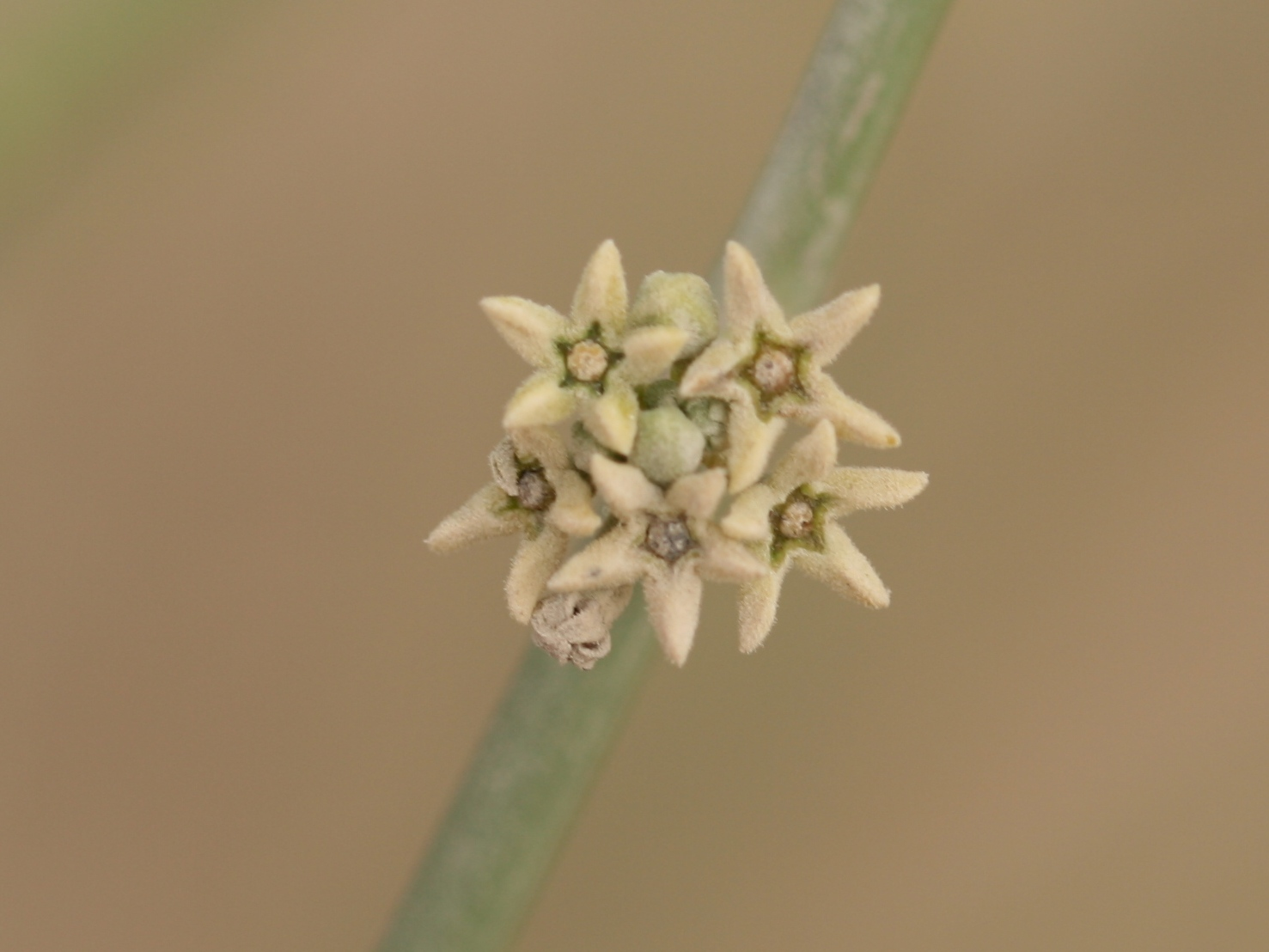
Blütenstand

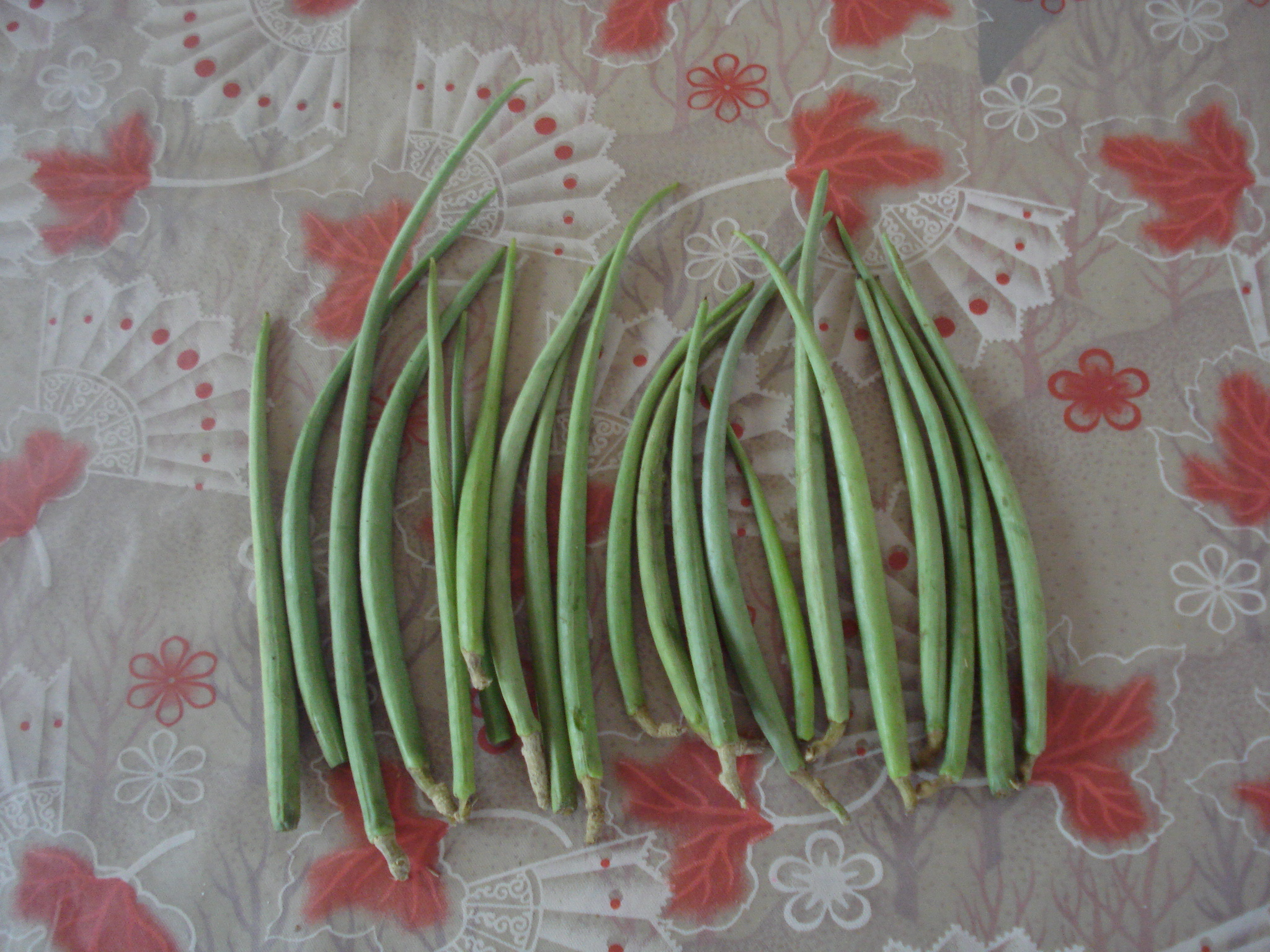
Früchte

Leptadenia pyrotechnica ist eine Pflanzenart aus der Gattung Leptadenia in der Unterfamilie der Seidenpflanzengewächse (Asclepiadoideae) innerhalb der Familie Hundsgiftgewächse (Apocynaceae). 

## Beschreibung
Leptadenia pyrotechnica ist ein stark verzweigter Strauch, der Wuchshöhen von 1 bis 3 Meter erreicht. Die langen Wurzeln reichen bis zu 12 m unter die Oberfläche. Er besitzt meist grüne bis grau-grüne Äste und in der Regel sind keine Blätter vorhanden, weil diese früh abfallen. Sind diese doch vorhanden, stehen sie gegenständig, sie sind ungestielt, länglich bis linealisch, fast sitzend, kahl sowie etwa 2 cm lang und 3 mm breit. 
Die sehr kleinen, grünlich-gelben, zwittrigen und fünfzähligen, kurz gestielten Blüten mit doppelter Blütenhülle besitzen einen Durchmesser von 2 mm und stehen in achselständigen, kleinen zymösen Blütenständen. Die Blüten sind feinhaarig und besitzen eine minimale, fleischige Nebenkrone. Die zwei Fruchtknoten sind oberständig, die Narbe und die Staubblätter sind in einem sehr kurzen Gynostegium verwachsen.
Die schmalen und kahlen, vielsamigen, grünen, gartenbohnenförmigen Früchte, Balgfrüchte sind bis zu 8–11 cm lang. Die kleinen Samen besitzen einen langen Haarschopf.

## Verbreitung
Leptadenia pyrotechnica kommt in Afrika in der Sahara und Sahel-Zone, auf der arabischen Halbinsel und im Osten bis hin nach Indien vor.

## Verwendung
Die Früchte und Blüten sind essbar. Die Blätter, junge Triebe und Blüten werden als Würze verwendet.
Aus der Rinde kann eine Faser gewonnen werden.